# Comuna Cervona Znameanka, Kremenciuk
Cervona Znameanka (în ucraineană Червона Знам'янка) este o comună în raionul Kremenciuk, regiunea Poltava, Ucraina, formată din satele Cervona Znameanka (reședința) și Vilna Tereșkivka.

## Demografie
Componența lingvistică a comunei Cervona Znameanka
     Ucraineană (94,61%)
     Rusă (4,92%)
     Alte limbi (0,32%)
Conform recensământului din 2001, majoritatea populației comunei Cervona Znameanka era vorbitoare de ucraineană (94,61%), existând în minoritate și vorbitori de rusă (4,92%).